# FK MITOS Novočerkassk
Futbolnyj klub MITOS Novočerkassk (rusky: Футбольный клуб «МИТОС» Новочеркасск) byl ruský fotbalový klub sídlící ve městě Novočerkassk v Rostovské oblasti. Založen byl v roce 1993, zanikl v roce 2016. Klubové barvy byly oranžová a černá.
Své domácí zápasy odehrával na stadionu Jermak s kapacitou 2 500 diváků.

## Historické názvy
Zdroj: 
- 1993 – FK MITOS Novočerkassk (Futbolnyj klub MITOS Novočerkassk)
- 2016 – zánik

## Umístění v jednotlivých sezonách
Zdroj: 
Legenda: Z - zápasy, V - výhry, R - remízy, P - porážky, VG - vstřelené góly, OG - obdržené góly, +/- - rozdíl skóre, B - body, červené podbarvení - sestup, zelené podbarvení - postup, fialové podbarvení - reorganizace, změna skupiny či soutěže
| Rusko (2009 – 2016) |                            |        |    |    |   |    |    |    |     |     |        |
| Sezóny              | Liga                       | Úroveň | Z  | V  | R | P  | VG | OG | B   | +/- | Pozice |
| 2009                | KFK - zona JUFO            | 4      | 18 | 11 | 2 | 5  | 30 | 19 | +11 | 35  | 3.     |
| 2010                | Vtoroj divizion - zona Jug | 3      | 32 | 11 | 9 | 12 | 47 | 45 | +2  | 42  | 8.     |
| 2011/12             | PFL - zona Jug             | 3      | 34 | 13 | 9 | 12 | 48 | 42 | +6  | 48  | 9.     |
| 2012/13             | PFL - zona Jug             | 3      | 32 | 13 | 6 | 13 | 47 | 47 | 0   | 45  | 9.     |
| 2013/14             | PFL - zona Jug             | 3      | 34 | 15 | 9 | 10 | 42 | 27 | +18 | 54  | 6.     |
| 2014/15             | PFL - zona Jug, gruppa 2   | 3      | 20 | 9  | 7 | 4  | 30 | 13 | +17 | 34  | 2.     |
| 2014/15             | Jug, turnij za 1-12 mesta  | 3      | 22 | 9  | 3 | 10 | 24 | 27 | -3  | 30  | 6.     |
| 2015/16             | PFL - zona Jug             | 3      | 26 | 6  | 5 | 15 | 30 | 48 | -18 | 23  | 12.    |